# Shridath Ramphal
Shridath Surendranath « Sonny » Ramphal, né le 3 octobre 1928 à la Nouvelle-Amsterdam en Guyane britannique et mort le 30 août 2024, est un ancien barrister (avocat) et homme politique guyanien, et est notamment secrétaire général du Commonwealth, de 1975 à 1989.

## Biographie
Son père, James Ramphal, descendant d'immigrés venus d'Inde dans les années 1880, était un enseignant presbytérien, un « pionnier de l’éducation secondaire dans le Guyana », et le « premier Guyanien à être nommé à un haut poste au gouvernement », devenant commissionnaire au département du Travail pendant la Seconde Guerre mondiale. Shridath Ramphal est scolarisé à Georgetown dans une école fondée par son père.
En 1947, il commence ses études de droit au King's College, puis également à Gray's Inn, à  Londres. Il y rencontre l'infirmière Lois Winifred King, qu'il épouse en 1951, l'année où il devient barrister ; le couple aura quatre enfants. Il revient en Guyane britannique, et y travaille comme procureur de la Couronne (Crown counsel (en)). Il commence à s'intéresser au droit constitutionnel, soutient la création de la Fédération des Indes occidentales en 1958, et rejoint le gouvernement de celle-ci cette même année, chargé de participer à la rédaction de sa législation. En 1959, il y est nommé avocat général, puis vice-procureur général en 1961, avant que la Fédération ne se disloque l'année suivante. En 1962, il s'installe comme avocat à Kingston, en Jamaïque.
En 1965, Forbes Burnham, premier ministre d'une Guyane britannique qui s'achemine vers l'indépendance, l'invite à rentrer au pays pour y être nommé procureur général et participer à la préparation de la Constitution du nouvel État. Le Guyana devient indépendant l'année suivante.
En 1967, il est nommé secrétaire d'État aux Affaires étrangères, puis ministre des Affaires étrangères en 1972, et conjointement ministre de la Justice en 1973. En 1970, il est nommé chevalier. Il exerça un rôle prépondérant dans l'élaboration de la politique étrangère du Guyana, et notamment son non-alignement. Au-delà des frontières de son pays, il « renforce les relations entre les pays des Caraïbes et ceux d’Amérique latine » et est « l’un des principaux porte-parole » des États en voie de développement, caribéens, africains et océaniens, lors des négociations avec la Communauté économique européenne aboutissant à la convention de Lomé en 1975.
En 1975 également, il est élu secrétaire général du Commonwealth, succédant au Canadien Arnold Smith. Il exerce ces fonctions jusqu'en 1989. Ses principales priorités sont la promotion de la pression diplomatique et économique à l'encontre de la politique d'apartheid en Afrique du Sud ; et la promotion de la coopération économique entre pays développés et en développement.
Membre de la commission Brandt, il participe donc à l'élaboration du Rapport Nord-Sud (1980).
Shridath Ramphal meurt le 30 août 2024, à l’âge de 95 ans.